# Mežaparks

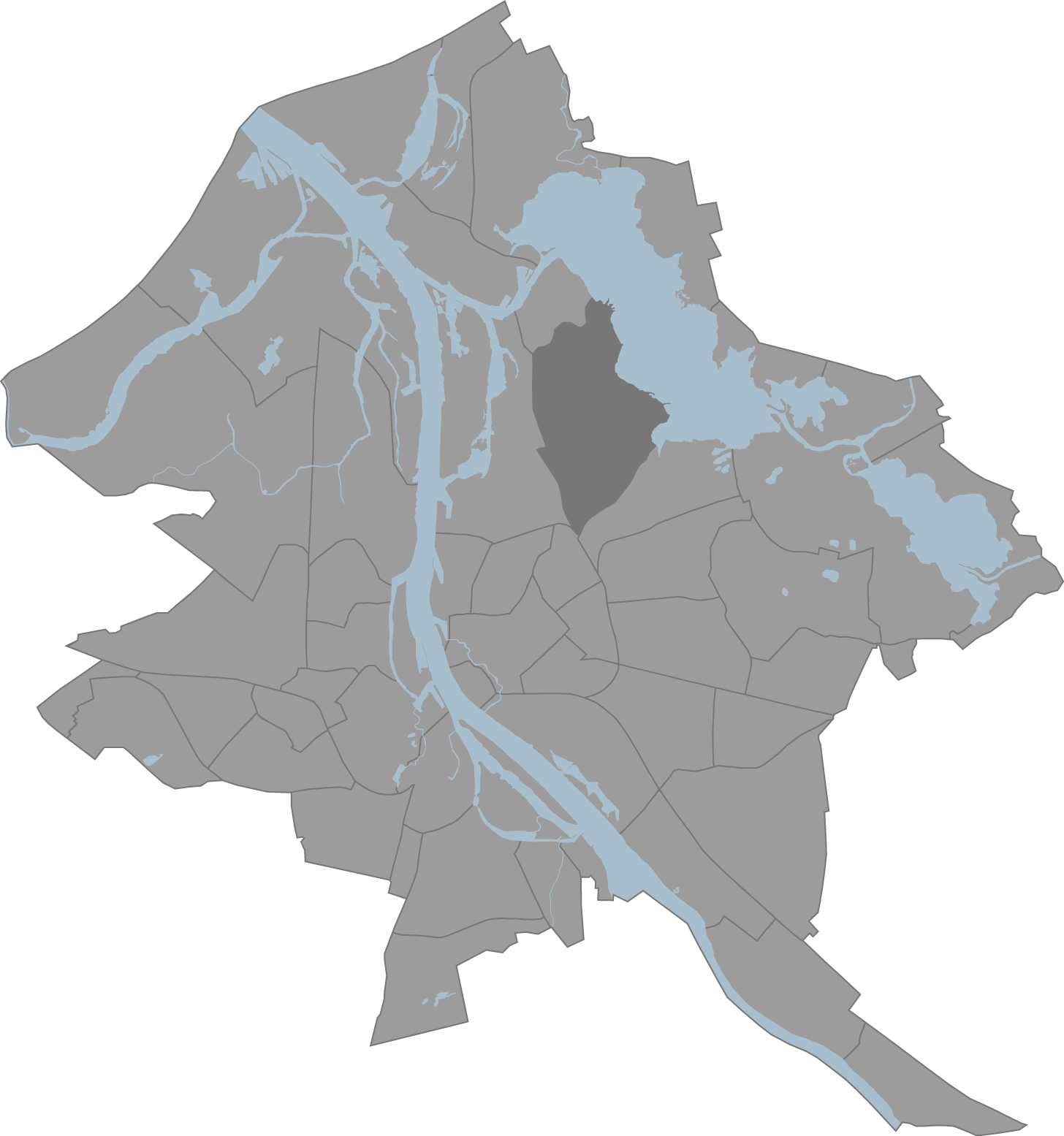
Localización de Mežaparks en Riga.

Mežaparks (conocido en alemán como Kaiserwald) es un barrio ubicado en el Norte Central de Riga, Letonia. El parque se construyó ya casi en el siglo XX, y fue llamado Kaiserwald. Fue unas de las primeras ciudades jardín del mundo. Durante la Segunda Guerra Mundial, había un campo de concentración en ese lugar, y muchos judíos, gitanos, comunistas y otros opositores del régimen nazi fueron asesinados en esos bosques.
Es unas de las zonas más ricas de Riga; además alberga el "Latvian Song and Dance Festival", realizado a finales de julio cada cuatro años, el más reciente fue en 2013. También allí se alberga el Mežaparks Grand Stage, que el pasado 23 de agosto de 2012 recibió a Lady GaGa como parada de su gira Born This Way Ball Tour.
Mežaparks también alberga el Zoológico de Riga y su localización junto al lago permite varias actividades acuáticas deportivas.
También hay un parque de diversiones en Mezaparks, lo que hace del barrio un destino popular del verano para los residentes de Riga.